# Secrétaire général adjoint pour les Affaires humanitaires et coordinateur des secours d'urgence

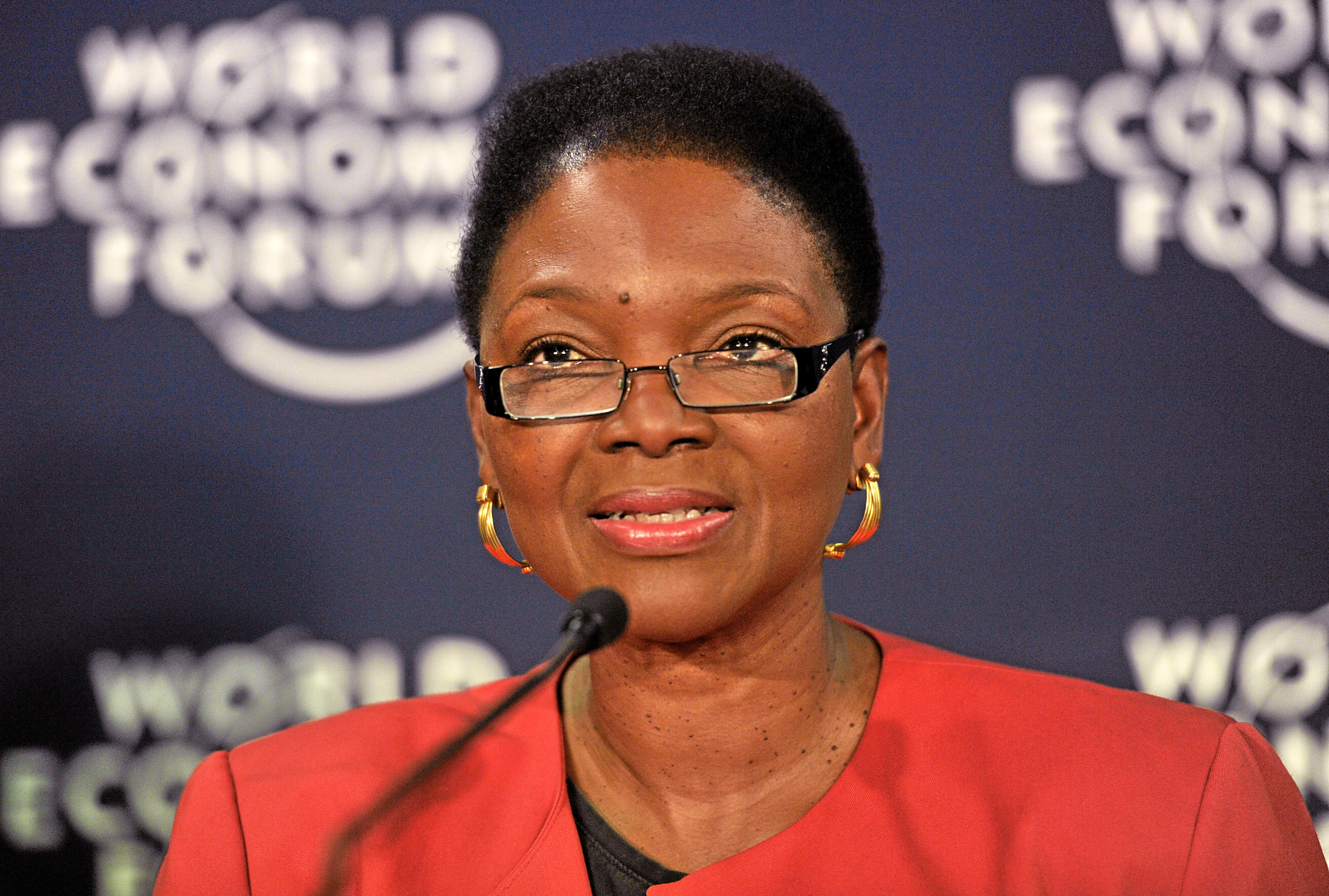
Valerie Amos, secrétaire générale adjointe pour les Affaires humanitaires et coordinatrice des secours d'urgence entre 2010 et 2015, s'exprime au Forum de Davos en 2013, sur la situation de la population syrienne dans la guerre civile.

Le secrétaire général adjoint pour les Affaires humanitaires et coordinateur des secours d'urgence est le chef du Bureau de la coordination des affaires humanitaires (OCHA) des Nations unies. Il appartient au Cabinet du secrétaire général des Nations unies.
Le poste de coordinateur des secours d'urgence a été créé par une résolution de l'Assemblée générale de décembre 1991. pour coordonner les efforts des représentants spéciaux du secrétaire général des Nations unies sur les urgences du fait de l'Homme et les tâches affectées au Coordinateur pour les secours en cas de catastrophe. Très peu après, le secrétaire général hissa le coordinateur des secours d'urgence au rang de secrétaire général adjoint, chargé des Affaires humanitaires.
| Secrétaire général adjoint | Pays        | Début          | Fin            | Photo |
| -------------------------- | ----------- | -------------- | -------------- | ----- |
| Jan Eliasson               | Suède       | 1992           | 1994           |       |
| Peter Hansen (en)          | Danemark    | 1994           | 1996           |       |
| Yasushi Akashi             | Japon       | 1996           | 1998           |       |
| Sérgio Vieira de Mello     | Brésil      | 1998           | janvier 2001   |       |
| Kenzo Oshima (en)          | Japon       | janvier 2001   | juin 2003      |       |
| Jan Egeland                | Norvège     | juin 2003      | décembre 2006  |       |
| John Holmes                | Royaume-Uni | janvier 2007   | août 2010      |       |
| Valerie Amos               | Royaume-Uni | septembre 2010 | mai 2015       |       |
| Stephen O'Brien            | Royaume-Uni | mai 2015       | septembre 2017 |       |
| Mark Lowcock (en)          | Royaume-Uni | septembre 2017 | juillet 2021   |       |
| Martin Griffiths (en)      | Royaume-Uni | juillet 2021   | mars 2024      |       |
| Thomas Fletcher (en)       | Royaume-Uni | octobre 2024   | (actuellement) |       |